# Satmar

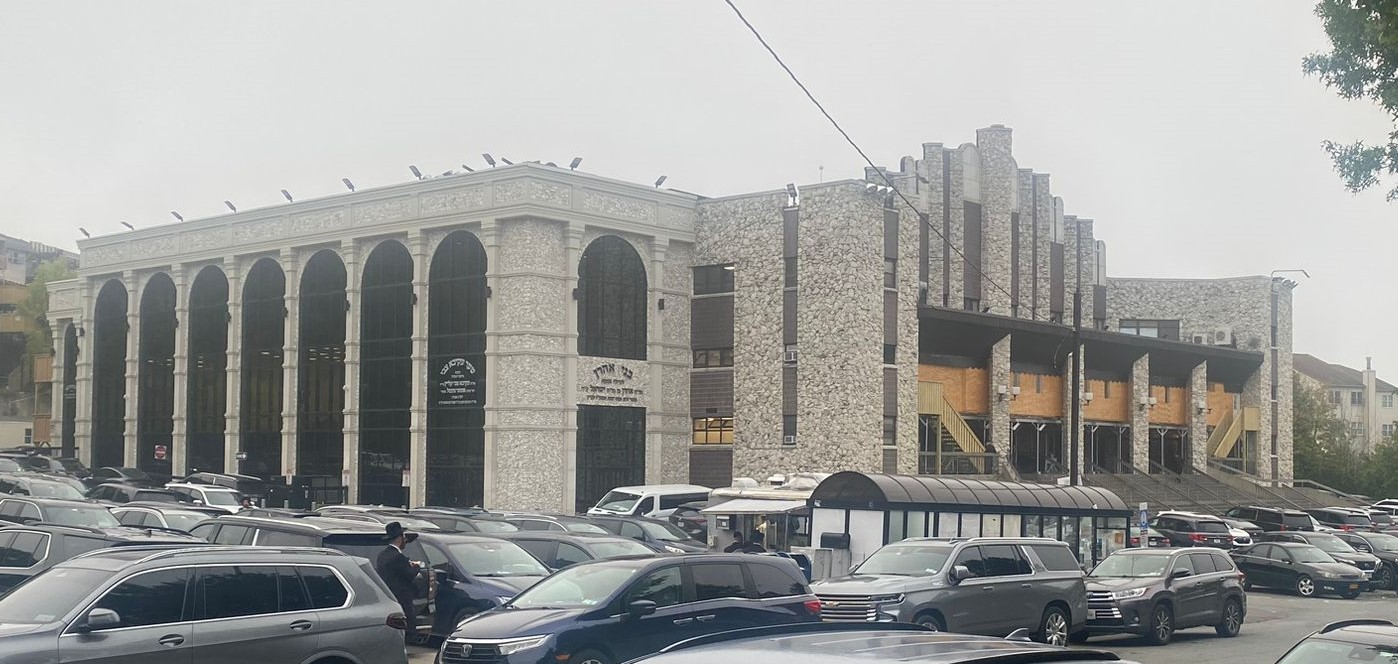
Główna synagoga dynastii Satmar w Kiryas Joel

Satmar (jid. ‏סאַטמאַר‎) – dynastia chasydzka, założona na początku XX wieku przez cadyka Joela Teitelbauma w Szatmárnémeti. Jest to największa dynastia chasydzka, jej zwolennicy stanowią 20,2% światowej populacji chasydów. Grupa znana jest ze swojego antysyjonizmu.

## Historia

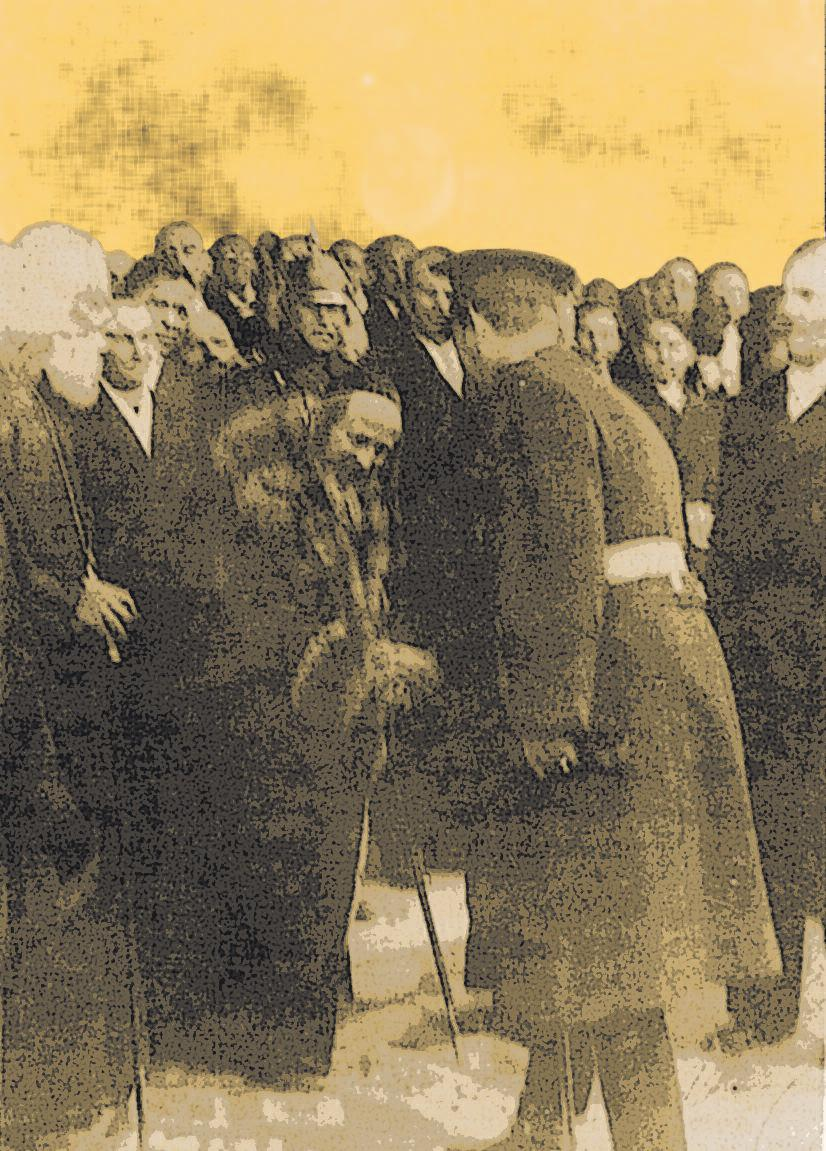
Cadyk Joel Teitelbaum witający króla Karola II podczas jego wizyty w Satu Mare (1936)

### XX wiek
Dynastia Satmar wywodzi się z wcześniejszej chasydzkiej dynastii Siget. Została założona przez Jeola Teitelbauma na początku XX wieku, gdy ten zamieszkał w Szatmárnémeti i zaczął zdobywać zwolenników wśród tamtejszych chasydów. W 1911 roku objął funkcję rabina w Irszawie, a w 1926 roku w Nagykároly. W 1928 roku został wybrany rabinem Szatmárnémeti, z powodu sprzeciwu jego przeciwników stanowisko mógł objąć jednak dopiero w 1934 roku. Od początku istnienia dynastii prowadziła ona działalność antysyjonistyczną, w 1922 roku cadyk Satmar brał udział w zorganizowaniu antysyjonistycznego kongresu rabinów, który ekskomunikował syjonistów oraz polityków Agudat Israel. 
Podczas II wojny światowej cadyk Joel Teitelbaum został uratowany z Zagłady Żydów dzięki umieszczeniu w tzw. pociągu Kastnera, zorganizowanym przez Rezső Kasztnera w 1944 roku. Następnie udał się do Palestyny, gdzie przebywał kilkanaście miesięcy, nie zdobył jednak poparcia wśród tamtejszych Żydów i w 1947 roku wyjechał do Stanów Zjednoczonych, gdzie założył swój dwór w Williamsburgu. Dzięki swojej charyzmie uzyskał poparcie ortodoksyjnych Żydów ocalałych z Zagłady Żydów, pochodzących głównie z Węgier, Galicji, Słowacji i Rumunii, co doprowadziło do znacznego zwiększenia roli dynastii w kształtowaniu chasydyzmu po II wojnie światowej.
Od lat 50. XX wieku grupa pozostaje w konflikcie z dynastią Belz, co spowodowane było udziałem bełskich chasydów w wyborach parlamentarnych w Izraelu. Cadyk Joel Teitelbaum oskarżył wówczas Aharona Rokeacha o syjonizm, porównując go do biblijnego Aarona, a Izrael do złotego cielca. Od tego czasu konflikt ten objawia się m.in. przez bojkotowanie przez chasydów Satmar produktów oznaczonych certyfikatami koszerności wystawionymi przez chasydów Belz.
W 1968 roku cadyk Joel Teitelbaum doznał rozległego udaru, który znacząco osłabił jego możliwość ruchu i komunikacji. Od tego czasu faktycznymi przywódcami ruchu zostali jego żona, Fajga, oraz inni ważniejsi rabini. Cadyk zmarł 19 sierpnia 1979 roku, według doniesień prasowych w jego pogrzebie miało wziąć udział ponad 100 tysięcy osób. Kolejnym cadykiem został jego bratanek, Mosze Teitelbaum, syn Chaima Cwiego Teitelbauma i jednocześnie cadyk dynastii Siget.
W latach 70. XX wieku zwolennicy dynastii założyli wieś Kiryas Joel w mieście Monroe. Konflikty chasydów z mieszkańcami doprowadziły w 2019 roku do powstania osobnego miasta, Palm Tree, w skład którego weszło Kiryas Joel.

### XXI wiek

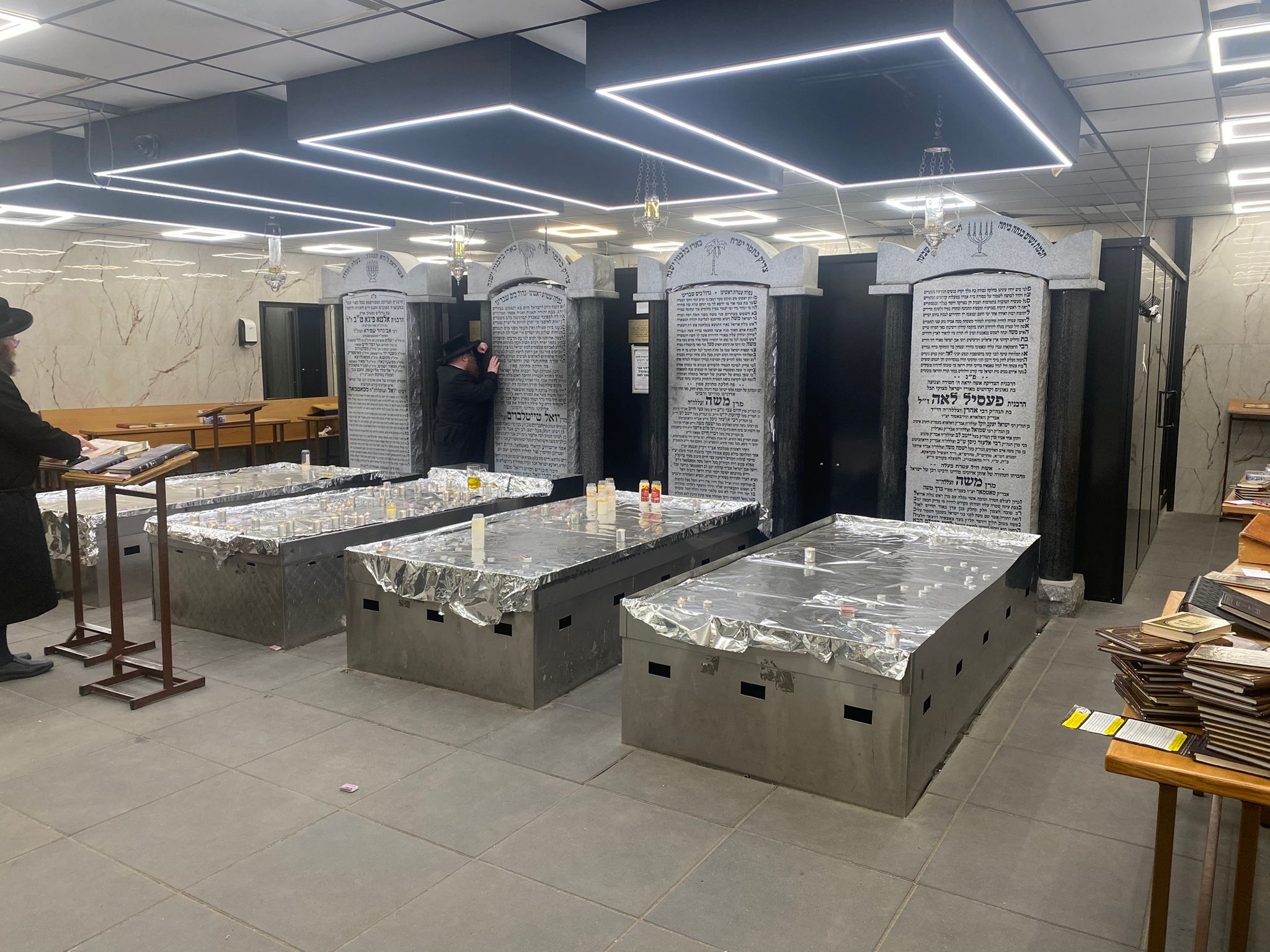
Groby cadyków Joela i Moszego Teitelbauma oraz ich żon w Kiryas Joel

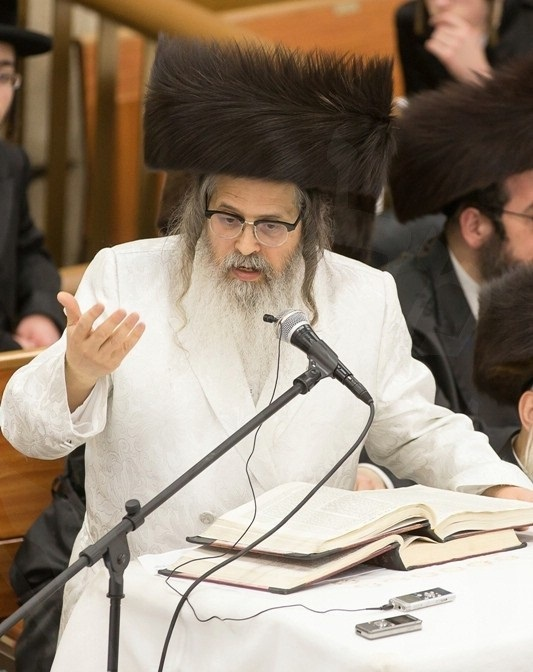
Cadyk Zalman Teitelbaum (2015)

Około 2016 roku liczba rodzin przynależących do dynastii wynosiła 26078, co stanowiło 20,2% światowej populacji chasydów. Chasydzi Satmar stanowią 42% wszystkich chasydów zamieszkujących Nowy Jork, a w dzielnicy Williamsburg stanowią aż 62% chasydów. Zamieszkują także Los Angeles, Montreal, Antwerpię, Londyn, Buenos Aires i Jerozolimę.
W społecznościach zamieszkiwanych przez chasydów Satmar działa tzw. policja moralności.
Po śmierci Moszego Teitelbauma w 2006 roku doszło do podziału dynastii pomiędzy jego dwóch synów: Aarona i Zalman Teitelbaum. Aaron przewodzi w większości chasydom Satmar zamieszkującym Kiryas Joel, a Zalman Williamsburg.
W 2012 roku cadyk Belz Issachar Dow Rokeach próbował zakończyć konflikt z dynastią wysyłając delegację dziesięciu sędziów rabinicznych, aby odwiedzili groby Joela i Moszego Teitelbaumów, gdzie w imieniu cadyka poprosili o przebaczenie za ewentualne krzywdy wyrządzone ich godności. 
W 2013 roku wysoko postawiony członek grupy, Nechemya Weberman został skazany na karę 103 lat pozbawienia wolności za przestępstwa seksualne i molestowanie dzieci.
W wyborach na burmistrza Nowego Jorku w 2013 i 2019 roku chasydzi Satmar poparli kampanię wyborczą Billa de Blasio. W wyborach prezydenckich w Stanach Zjednoczonych w 2016 roku chasydzi Satmar poparli kandydaturę Hillary Clinton. W 2017 roku Aaron Teitelbaum potępił uznanie przez Stany Zjednoczone Jerozolimy za stolicę Izraela.
W 2018 roku Zalman Teitelbaum poparł w wyborach na gubernatora Nowego Jorku Andrewa Cuomo. W 2019 roku sklep prowadzony przez członków grupy w Jersey City stał się celem zamachu. W ataku zginęło dwóch chasydów, pracownik sklepu oraz policjant, dwóch sprawców ataku zostało zastrzelonych przez policję. Jeden ze sprawców ataku powiązany był z ruchem Black Hebrew Israelites.
Podczas pandemii COVID-19 przeludnienie wśród chasydów Satmar doprowadziło do bardzo dużej liczby zachorowań wśród członków grupy. Pomimo oficjalnych zakazów chasydzi Satmar potajemnie prowadzili zajęcia w prowadzonych przez nich jesziwach. 
Przed wyborami na burmistrza Nowego Jorku w 2021 roku Aaron i Zalman Teitelbaumowie poparli Andrewa Yanga, ostatecznie Aaron Teitelbaum poparł Erica Adamsa. Wyrażał również publicznie sprzeciw wobec polityki Donalda Trumpa i „trumpizmu”. W 2022 roku chasydzi Satmar poparli kandydaturę Kathy Hochul na gubernatora Nowego Jorku.

## W kulturze
Społeczność Satmar żyjąca w Williamsburgu została ukazana w miniserialu Unorthodox wyprodukowanym dla platformy Netflix, opartym na książce Deborah Feldman.